# Estación de Caxarias
La Estación Ferroviaria de Caxarias, igualmente conocida como Estación de Caxarias, es una plataforma de pasajeros de la Línea del Norte, que sirve a parroquias de Caxarias, en el ayuntamiento de Ourém, en Portugal.

## Historia

### SigloXXI
En enero de 2011, estaba prevista la realización de obras de mantenimiento de catenaria en esta estación, durante el segundo trimestre de 2012.

## Características

### Localización y accesos
Esta plataforma se encuentra en la localidad de Caxarias, junto a la Avenida de la Estación.

### Descripción física
En enero de 2011, esta estación poseía tres vías de circulación, teniendo las dos primeras 674 metros de longitud, y la tercera, 706 metros; las plataformas presentaban 250 y 189 metros de extensión, y 90 centímetros de altura.